# Vivantes Wenckebach-Klinikum
Das Vivantes Wenckebach-Klinikum ist ein Krankenhaus in Berlin-Tempelhof. Es entstand zwischen 1875 und 1878 als „Königliches Garnisonslazarett II“ nach Entwürfen der Architekten Martin Gropius und Heino Schmieden, die zuvor das Krankenhaus im Friedrichshain entworfen hatten.

## Geschichte
Das II. Garnisonslazarett wurde im Pavillonstil auf einem Areal von rund 90.000 m² nordöstlich der Tempelhofer Dorfaue errichtet und hatte eine Kapazität von 508 Betten. Die Eröffnung fand am 1. April 1878 statt. Das Lazarett war an die Gasversorgung der Imperial Continental Gas Association in Berlin angeschlossen und erhielt für den Transport der Soldaten auch einen Anschluss an die Linie der Großen Berliner Pferde-Eisenbahn vom Dönhoffplatz nach Tempelhof.
Das Krankenhaus wurde in der Weimarer Republik und während der NS-Herrschaft als Standortlazarett geführt. Damit war es der medizinischen Versorgung von Militärangehörigen vorbehalten. In den 1930er Jahren wurde das Gelände bis zur Colditzstraße erweitert. Mit dem Beginn des Zweiten Weltkrieges wurde das Krankenhaus zum Reservelazarett 122 und hatte eine Kapazität von 450 Betten, die im Verlauf des Krieges auf über 800 anstieg.
Nach der Eroberung Berlins durch die Rote Armee wurde das Lazarett im Juni 1945 als städtisches Krankenhaus Tempelhof mit anfangs 248 Betten eröffnet. Damit erhielt der Bezirk Tempelhof erstmals ein eigenes Krankenhaus, denn das 1928 im Bezirk eröffnete St. Josef-Krankenhaus hat eine kirchliche Trägerschaft.
Die Leitung des Krankenhauses Tempelhof hatte 1945 Willy Dunkel, der bereits seit 1939 am Reservelazarett als leitender Chirurg tätig war. Im August 1945 kam Helga Mucke-Wittbrodt vom Krankenhaus Am Urban als zweite Ärztliche Direktorin. Nach dem Weggang von Dunkel übernahm im April 1946 der Chirurg Benedikt Hummel einige Monate die Chirurgische Abteilung des Krankenhauses.
Im selben Jahr wurde auf dem Krankenhausgelände eine Schule für Krankenpflege eröffnet, die von Bertha Kaboth geleitet wurde. Es war damals die einzige Schule für Krankenpflegerinnen in Berlin.
Im Zuge der politischen Konfrontation nach dem Beginn der Berliner Blockade im Sommer 1948 wurde Mucke-Wittbrodt, die auch Stadtverordnete für die SED war, entlassen.
Im Jahr 1951 wurde das ehemalige Militärlazarett zu Ehren des niederländischen Internisten Karel Frederik Wenckebach in Wenckebach-Krankenhaus umbenannt.
Aufgrund der besonderen Eigentumsverhältnisse, Eigentümer war der Reichsfiskus (Heer), unterblieben bis Ende der 1950er Jahre grundlegende Baumaßnahmen.
Ab 1958 wurde Wolfdietrich Germer Ärztlicher Direktor und Chefarzt der Inneren Abteilung des Wenckebach-Krankenhauses. Germer zählte zu den führenden Kapazitäten auf dem Gebiete der Virologie, Immunologie sowie der Tropenmedizin.
Um 1994 besaß das Krankenhaus eine Kapazität von 539 Betten.
Seit 2001 gehört das Klinikum zur Vivantes Gruppe und ist Akademisches Lehrkrankenhaus der Charité.
2016 waren im Wenckebach-Klinikum 100 Ärzte und 210 Pflegekräfte beschäftigt, die rund 21.000 ambulante und stationäre Patienten versorgten. Das Klinikum verfügte über 423 Betten.
Im März 2020 wurde aufgrund der COVID-19-Pandemie in Berlin eine Anlaufstelle für SARS-CoV-2-Verdachtsfälle eingerichtet. Im September 2020 wurde bekannt, dass Vivantes das Wenckebach-Klinikum in ein ambulantes Zentrum umwandeln will und die Klinikbereiche in das Auguste-Viktoria-Klinikum verlegt werden sollen.